# 亞馬遜河寄生鯰
亞馬遜河寄生鯰，為輻鰭魚綱鯰形目毛鼻鯰科的其中一種，為熱帶淡水魚，分布於南美洲亞馬遜河、埃塞奎博河、奧里諾科河流域，本魚棲息在底層水域，體長可達8.4公分，生活習性不明。